# Camp de concentration de Kauen

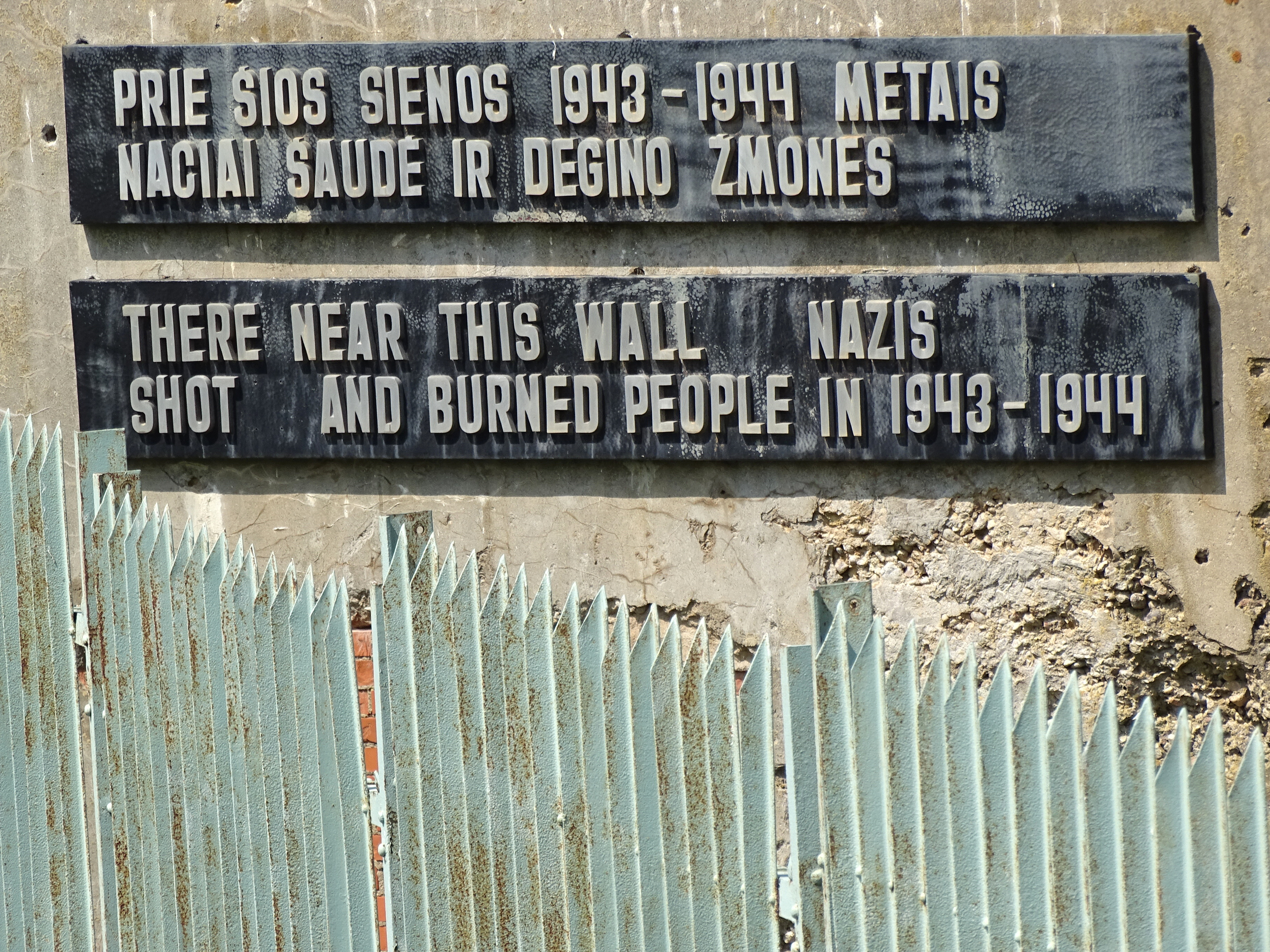
Plaque commémorative au Neuvième Fort

Kauen est un camp de concentration nazi situé dans l'ancien ghetto de Kovno. Il est utilisé  du 15 septembre 1943 au 14 juillet 1944 et dispose de huit camps satellites situés autour de la ville de Kaunas, dans l'actuelle Lituanie. La plupart des prisonniers sont des Juifs qui ont survécu à l'Holocauste en Lituanie. Le camp principal est libéré par l'Armée rouge le 1er août 1944.